# データサイエンス学部
データサイエンス学部（データサイエンスがくぶ）は、大学においてデータサイエンスを中心とする教育・研究を行う学部である。

## 概要
現代社会では、ビッグデータと呼ばれる膨大なデータが日々蓄積され、データサイエンスの重要性がますます高まっている。特に、日本においては少子高齢化、人口減少、労働力不足、生産性向上といった社会的課題が存在し、これらを解決するためのデータサイエンス人材の育成が急務である。しかし、データサイエンスに精通したデータサイエンティストが日本では不足している現状があった。
この状況を背景に、統計学者であり、前日本統計学会会長を務めた竹村彰通が、2017年に滋賀大学において日本初となるデータサイエンス学部の設立に関わった。この動きを契機に、2018年には横浜市立大学、2019年には武蔵野大学にもデータサイエンス学部が設置された。理工系大学では、2021年に大阪工業大学が社会科学・経営システム工学も組み入れたデータサイエンス学科を設置した。その後、日本各地で同様の学部・学科が設置されるようになった。

### データサイエンス
- 近年注目が集まっている「情報分野」の一つ。従来から、情報学部（他に情報科学部、工学部情報科）の中で、人工知能やIoT、データサイエンスなどを学べるカリキュラム[3][4][5]が用意されてきたが、DS学部の新設は、新たな学問や研究の需要の高まりが背景にある[6][7]。大学に広がるデータサイエンス教育、IT人材需要で学部新設も相次いでいる[8]。
- 主にデータサイエンス学部では、主に、線型代数学、微分積分学、プログラミング、統計学の基礎を固めた上で、多変量解析、機械学習、計量経済学、経済工学 、金融工学、社会調査、マーケティング、ビッグデータ解析といった応用科目を学ぶカリキュラム体系になっている[9][10][11]。
- 学位は学士 (データサイエンス) (滋賀大学[12]、横浜市立大学 [13])、学士 (データサイエンス学) (武蔵野大学[14])が授与される。

## データサイエンス学部または学科を持つ日本の大学
データサイエンス学部
- 滋賀大学[15]
- 横浜市立大学[16]
- 武蔵野大学[17]
- 立正大学[18]
- 大阪成蹊大学[19]
- 京都女子大学[20]
- 名古屋市立大学[21]
- 下関市立大学[22][23]（2024年4月開設）
- 大妻女子大学[24]（2025年4月開設）

データサイエンス学科
- 大阪工業大学情報科学部[25]
- 南山大学理工学部[26]
- 東北学院大学情報学部[27]
- 日本工業大学先進工学部[28]
- 亜細亜大学経営学部[29]
- 北里大学未来工学部[30]
- 富山県立大学情報工学部[31]
- 帝京大学理工学部[32]（2025年4月開設）
- 文教大学情報学部（2025年4月開設）

データサイエンスを学べる学部
- 秋田大学情報データ科学部（2025年4月開設）
- 山形大学社会共創デジタル学環（2025年4月開設）
- 宇都宮大学データサイエンス経営学部[33]（2024年4月開設）
- 一橋大学ソーシャルデータサイエンス学部[34][35]（2023年4月開設）
- 順天堂大学健康データサイエンス学部[36]
- 千葉大学情報・データサイエンス学部[37]（2024年4月開設）
- お茶の水女子大学共創工学部[38]
- 東洋大学総合情報学部
- 東洋大学情報連携学部
- 明星大学データサイエンス学環[39][40]
- 専修大学ネットワーク情報学部 Sコースデータサイエンスプログラム[41]
- 新潟県立大学国際経済学部 データサイエンス経済コース[42]
- 名古屋商科大学大学院 MBA x データサイエンスプログラム[43]
- 同志社大学文化情報学部
- 関西大学総合情報学部[44]
- 関西大学ビジネスデータサイエンス学部[45]（2025年4月開設）
- 京都産業大学情報理工学部 データサイエンスコース[46]
- 広島大学情報科学部[47] データ科学プログラム
- 高知工科大学データ＆イノベーション学群
- 長崎大学情報データ科学部[48]
- 東京都市大学デザイン・データサイエンス学部[49]

データサイエンスを学べる学科・その他
- 放送大学 数理・データサイエンス・AI講座[50]
- 山形大学理学部 理学科データサイエンスコース[51]
- 山形大学社会共創デジタル学環 データサイエンス教育　（2025年4月開設）
- 東京理科大学工学部 情報工学科データサイエンス分野[52]
- 中央大学理工学部 ビジネスデータサイエンス学科[53]
- 明治学院大学情報数理学部 情報数理学科 AI・データサイエンスコース[54]
- 成蹊大学理工学部 理工学科 データ数理専攻[55]
- 成蹊大学経済学部 経済数理学科[56]
- 武蔵大学社会学部 グローバル・データサイエンスコース[57]
- 千葉工業大学未来変革科学部 デジタル変革科学科[58]
- 静岡理工科大学情報学部 コンピュータシステム学科 データサイエンス専攻[59]
- 人間環境大学環境科学部　環境データサイエンス学科[60]
- 名古屋商科大学経営学部 経営情報学科[61]
- 福知山公立大学情報学部 情報学科データサイエンス領域[62]
- 追手門学院大学理工学部 数理・データサイエンス学科[63]（2025年4月開設）
- 神戸学院大学経営学部 経営学科データサイエンス専攻[64]
- 兵庫県立大学社会情報科学部 社会情報科学科[65]
- 鈴鹿医療科学大学医用工学部 医療健康データサイエンス学科[66]
- 島根大学総合理工学部 総合理工学科 IT・デジタル分野（数理データサイエンス⼈材養成履修モデルと数理機械学習データサイエンティスト⼈材養成履修モデルを用意）
- 聖カタリナ大学 健康社会学部 現代人間学科 社会・データコース（社会学とデータサイエンス学）　（2025年4月開設）
- 九州工業大学情報工学部 知能情報工学科 データ科学コース[67]
- 佐賀大学理工学部 理工学科 データサイエンスコース[68]
- 九州情報大学経営情報学部 情報ネットワーク学科 データサイエンスコース[69]
- 九州栄養福祉大学食物栄養学部 食環境データサイエンス学科[70]（2025年4月開設）